# Мирное (озеро)
Ми́рное (южноселькупск. Па́дэргэ надэ́к а́мдэл то̄) — самое крупное озеро Томской области, его площадь 18,3 квадратного километра, длина 6 километров, ширина 3,5 километра, преобладающие глубины 2-4 метров, местами более. Высота над уровнем моря — 125,8 м.
Озеро расположено в Парабельском районе в 23 км к северо-западу от села Пудино, среди болот в междуречье рек Чузик и Чижапка.
Озеро образовалось более 5400 лет назад под влиянием суффозийно-просадочных и торфяно-деструкционных процессов. Берега озера низкие, до 3 метров, сложены песком и торфом. Площадь озера меняется.

## Название
Название на нарымском диалекте южноселькупского языка — Па́дэргэ надэ́к а́мдэл то̄, буквально «Медной девушки-царицы озеро». Русское название данного озера — Мирное — появилось в XX в.
Во время спецпереселенческой ссылки здесь под хрупкий лёд провалилось много людей. Озеро Мирное потому так названо, что в нём народу много утонуло. Ссыльных везли по некрепкому льду, и все утонули. Много народу (миру) тогда погибло.Записано Н. А. Тучковой со слов А. И. Островской (родители — ссыльные поляки, родилась в 1936 г. в ссылке на р. Чижапке), Тучкова Н.А. Селькупская ойкумена
Данная интерпретация, возможно, является народной этимологией. 